# Eucyclomela
Eucyclomela là một chi bọ cánh cứng trong họ Chrysomelidae.
Chi này được miêu tả khoa học năm 1934 bởi Chen.

## Các loài
Các loài trong chi này gồm:
- Eucyclomela laysi (Medvedev, 2004)
- Eucyclomela philippina (Medvedev, 1993)